# Gekko kwangsiensis
Gekko kwangsiensis es una especie de gecos de la familia Gekkonidae.

## Distribución geográfica y hábitat
Es endémica de las zonas rocosas del centro de Guangxi (China).